# San Javier de Cachaví
San Javier de Cachaví ist eine Ortschaft und eine Parroquia rural („ländliches Kirchspiel“) im Kanton San Lorenzo der ecuadorianischen Provinz Esmeraldas. Verwaltungssitz ist die Ortschaft San Javier de Cachaví (auch kurz: San Javier). Die Parroquia besitzt eine Fläche von 41,82 km². Beim Zensus im Jahr 2010 betrug die Einwohnerzahl 664. Die Bevölkerung besteht zum Großteil aus Afroecuadorianern.

## Lage
Die Parroquia San Javier de Cachaví liegt im Küstentiefland im Nordwesten von Ecuador. Der Río Bogota fließt entlang der westlichen Verwaltungsgrenze nach Süden. Dessen linker Nebenfluss Río Cachaví durchquert die Parroquia nach Westen. Der Hauptort befindet sich am Río Cachaví 25 km südlich vom Kantonshauptort San Lorenzo.
Die Parroquia San Javier de Cachaví grenzt im Norden an die Parroquia Carondelet, im Osten an die Parroquia Santa Rita, im Süden an die Parroquia Urbina sowie im Westen an die Parroquia Concepción.

## Orte und Siedlungen
In der Parroquia gibt es neben dem Hauptort San Javier de Cachaví folgende größere Ortschaften: Guabina und San Juan de Chillaví. Kleinere Orte sind Chillaví del Agua und Nueva Esperanza. Nahe dem Hauptort gibt es noch das Dorf Barranquilla.

## Geschichte
Im Jahr 1958 wurde das Recinto San Javier de Cachaví gegründet.